# Cotzbrocken
Cotzbrocken war eine deutsche Punkband aus Köln, die von 1979 bis 1982 existierte.

## Geschichte
Die Band veröffentlichte 1981 bei Rock-O-Rama ihre einzige LP Jedem das Seine ..., die 2002 als Counterfeit wieder erschien. Musikalisch fiel diese in der deutschen Punkszene sehr bekannte, jedoch oftmals belächelte Platte sehr langsam und monoton aus; die Selbstwidersprüche in ihren Texten ließen kaum Ironie erkennen. Die LP wurde von der BPjS indiziert, was, so das Moloko Plus, „beweist, das die Damen und Herren bei der Bundesprüfstelle den Schwachsinn ernst genommen haben“.
1982 erschien die Band zusammen mit Der Fluch, OHL, Fasaga und Stosstrupp auf dem Köln-/Leverkusen-Sampler Die Deutschen kommen. Stilistisch ähneln die Samplerbeiträge den Stücken der ebenfalls auf Rock-O-Rama erschienenen und indizierten LP.
Die Cotzbrocken erschienen 1981 auch in der ARD-Dokumentation Randale und Liebe über Subkulturen in Köln, in der Rocker, Popper, Teds und Punks gefilmt und interviewt wurden. In dieser Videodokumentation werden Cotzbrocken im Proberaum bei der ausschnittsweisen Darbietung der Stücke „Kriegsdienstverweigerer“ und „KZ“ des Debüts gefilmt, darüber hinaus läuft ein nie auf einem offiziellen Tonträger veröffentlichtes Stück, welches bei dem Hamburger Tocotronic-/Gary-Nebenprojekt Das Bierbeben sowie der Siegener Punkband Mahlzeit soviel Eindruck hinterließ, dass beide Coverversionen dieses ebenfalls nur auszugsweise zu hörenden Songs einspielten.
Zwei Mitglieder von Cotzbrocken singen im Hintergrundchor beim Stück „Alkohol“ der Kölner Punkband Torpedo auf deren einziger LP Schöne Neue Welt mit.
Wann und aus welchen Motiven sich die Band auflöste, ist ebenso unklar wie der Werdegang der Bandmitglieder.

## Rezeption
Wenngleich die Cotzbrocken aufgrund ihrer einfachen Musik und Texte als – auch für ihre Zeit – peinlich gewertet werden – das „Moloko Plus“ etwa beschrieb ihre LP als „zweifellos eine der schlechtesten Platten, die jemals eine Punkband verbrochen hat […] Hier stimmt wirklich nichts: die Band kann nicht spielen, der Sänger ist völlig unfähig, die Texte saudoof, die Produktion eine Katastrophe“ –, werden sie als eine der bedeutendsten deutschen Punkbands und ihre Stücke als Klassiker angesehen. So äußerte Altpunk Karl-Heinz Stille, „die Kölner waren für die meisten mehr eine Aufmunterung, selber Musik zu machen, als Helden und Vorbilder. SO gut war man selbst nach den ersten drei Proben auch schon, und die hatten schon eine Scheibe draussen. Aber gerade das gab der Band etwas total reales, authentisches und ehrliches […] Punk Rock in der Ursprungsform, auch wenn es mit dem zweiten Akkord nicht immer ganz so hingehauen hat“.
Darüber hinaus wurde ihr Song „Das wahre Leben“ bei vielen Live-Auftritten der Band Vorkriegsjugend gecovert. Eine Aufnahme findet sich auf der CD-Bootleg-Version des Cotzbrocken-Albums „Jedem das Seine…“

## Besetzung
- Axel – Gitarre
- Carsten – Schlagzeug
- Igor – Bass
- Peter – Gesang
- Lutz + Charlie – Chor

Diese Besetzung gilt für die 1981 veröffentlichte LP jedem das seine… Die Samplerbeiträge für Die Deutschen kommen entstanden unter einer anderen Besetzung, auf die im Booklet hingewiesen, die jedoch nicht aufgelistet wird.

## Diskografie
- 1981: Jedem das Seine… (LP, indiziert am 30. August 1986; Neuveröffentlichung als CD-Bootleg 1998 sowie LP-Bootleg 2002)

### Samplerbeiträge
- 1982: Die Deutschen kommen (LP)